# 卡拉布倫

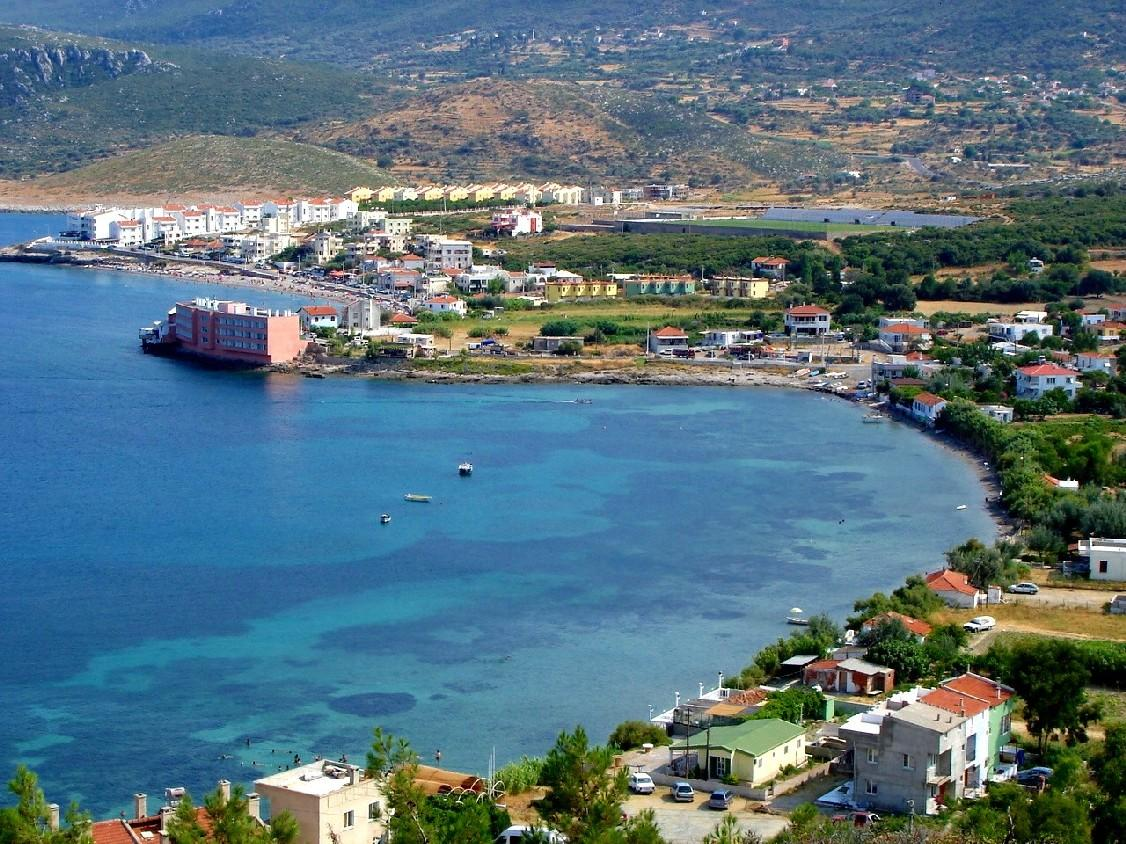
卡拉布倫

卡拉布倫（土耳其語：Karabrun）是土耳其的城鎮，位於該國西部，由伊茲密爾省負責管轄，距離首府伊茲密爾約100公里，面積415平方公里，主要經濟活動有農業、漁業和畜牧業，2007年人口15,924。